# Hemsöborna – Väldigt fritt efter August Strindberg
Hemsöborna – Väldigt fritt efter August Strindberg! är en fars från 2007 inspelad på Vallarnas friluftsteater i Falkenberg. Farsen är delvis baserad på August Strindbergs Hemsöborna, men i väldigt fri manusbearbetning av regissören Krister Classon.
Föreställningarna sågs av sammanlagt 54 000 åskådare.

## Rollista
| Siw Carlsson     | – Madame Anna Eva Flod     |
| Jojje Jönsson    | – Johannes Edvard Carlsson |
| Claes Månsson    | – Rundqvist                |
| Thomas Hedengran | – Pastor Nordström         |
| Jenny Antoni     | – Lotten / Ida             |
| Gösta Jansson    | – Professorn               |
| Elin Gradin      | – Clara                    |
| Martin Östh      | – Gusten                   |
| Kent Vickell     | – Norman                   |